# Conclave de 1774–1775
El conclave de 1774-1775 va ser convocat després de la mort del Papa Climent XIV, i va acabar amb l'elecció del Papa Pius VI.

## La mort de Climent XIV
Al llarg del seu pontificat, Climent XIV no va gaudir de bona salut. L'estrès causat per la pressió irresistible pel que fa a la qüestió dels jesuïtes, va soscavar-lo físicament, seguint una depressió i l'obsessió que la seva vida estava en perill i acabaria enverinat.
Se'n va anar a Castel Gandolfo per recuperar-se, però, el 14 de setembre de 1774 va contreure una febre violenta. En els dies 19 i 20 van patir una flebotomia i el seu estat va empitjorar. El 20 de setembre, el cardenal Malvezzi, Datari Apostòlic, va aconsellar al Papa que seria apropiat i necessari que rebés el Viàtic. El dimecres 21, a les set de la tarda, Climent va rebre l'extremunció en presència del cardenal i els superiors dels ordes religiosos. El seu estat va empitjorar, i després de sobte va morir la tarda del 22 de setembre. El ràpid procés de descomposició en què va incórrer el cos del pontífex augmentà la hipòtesi de l'enverinament, tot i que aviat va ser refutat per l'arxiatra pontifici. El 24 de setembre, el cos va ser col·locat al cadafal dins de la Capella Sixtina i després enterrat, després de la novendiali a la basílica del Vaticà.

## El Conclave
El conclave començà el 5 d'octubre de 1774, inicialment només amb 28 participants. A mitjans de desembre, el seu nombre va arribar a 39, i abans del final del conclave van arribar cinc més.
Atès que els jesuïtes eren molt influents en els tribunals europeus i molts països van començar a queixar-se d'això, fins i tot amenaçant amb cismes (en el cas d'Espanya) si el Papa no hagués reclamat o suprimit, la Companyia de Jesús va ser dissolta pel papa Climent XIV el 21 de juliol de 1773.
Els vots del conclave aviat van ser dominats per la interpretació, ja fos liberal o restrictiva, del breu papal de la supressió dels jesuïtes. En favor de la interpretació moderada es trobaven els cardenals alemanys i francesos, mentre que els cardenals espanyols i portuguesos volien una interpretació restrictiva.
Tots els dies es va dur a terme almenys una votació, però el petit nombre de cardenals presents feia que fos difícil trobar un candidat viable. Els conservadors van proposar cardenal Marcantonio Colonna, però, va ser impossible arribar a la majoria de dos terços que garantia l'elecció. Cap al final de 1774 va aparèixer per primera vegada el nom del cardenal Giovanni Angelo Braschi, que pertanyia a l'ala moderada dels conservadors i sempre havia estat molt apartat de les disputes polítiques més amargues.

### Les votacions
El 5 d'octubre de 1774, a la manica lunga del Palau del Quirinal, van començar oficialment el conclave. La facció anti-francesa estava dirigida pel vicedegà Giovanni Francesco Albani, cardenal protector dels interessos imperials a la Santa Seu. El cardenal de Bernis, agent dels Borbons, va treballar amb l'ambaixador espanyol Florida Blanca per frustrar els plans dels "fanàtics" per arribar a una elecció ràpida. Aquests últims, de fet, que volien actuar abans d'arribar als cardenals "ultramuntans" anti-jesuïtes i filo-borbónics. Florida Blanca està ben disposat cap al cardenal Pallavicini, que havia estat nunci a Espanya va mostrar
A la primera votació del 6 d'octubre el cardenal Pamphili va rebre 16 vots. L'endemà, amb el suport del grup pro-francesos, Marcantonio Colonna va arribar als 14 vots. Els següents dies van passar sense èxit entre els el zelanti i corone (els cardenals que eren els interessos de les potències catòliques) per poder trobar un candidat digne per al papat. El 25 d'octubre Mario Marefoschi, prefecte de la Sagrada Congregació dels Ritus va tenir 16 vots, i el cardenal Castelli, prefecte de Propaganda Fide, 13.
El 16 de novembre, es va fer un intent pel cardenal francès de Bernis, però es va enfonsar gairebé immediatament. El 19 de novembre va arribar l'arquebisbe de Viena, cardenal Migazzi amb les instruccions de la cort imperial. Al final del mes Carles III d'Espanya, fent ús de l'antiga ius exclusivae, va fer saber al conclave, a través del seu cardenal de la corona, que posés el veto contra el cardenal Giovanni Carlo Boschi, considerat massa filo-jesuïta i anti-espanyol.
El 8 de desembre resultava que els cardenals votaven d'acord amb les instruccions de la Cort dels Borbons eren vint. El 10 de desembre, el cardenal de Cardona, finalment, va arribar a Roma, però a causa del seu estat de salut, no va entrar al conclave fins al 21 de desembre. La vigília de Nadal els zelanti van proposar el nom de Giovanni Angelo Braschi, però encara no aconseguí l'aprovació de l'ambaixador imperial i dels ministres d'Espanya i Portugal, que el consideraven massa pro-jesuïta.

### La resolució del punt mort
Des del 19 de gener, quan es va estancar el conclave, era obvi i inevitable que les negociacions que es duien a terme entre les dues parts, els zelanti i els Corone, per trobar un candidat acceptable per a ambdues parts. Els candidats dels zelanti que van rebre més vots van ser: Colonna, Pamphili, Torregiani, Negroni, Casale i De Simone. No obstant això, cap d'ells hauria estat acceptable des d'Espanya segons l'ambaixador Blanca. L'escrutini del 9 de febrer de 1775 va portar 7 vots al cardenal Serbelloni, 20 a Bufalini, 16 a Fantuzzi, 13 a Conti i 11 a Malvezzi.
El 12 de febrer de Bernis va tenir una entrevista amb Braschi sobre un possible intent de resoldre l'estancament i va reprendre a les condicions per a la seva elecció: el final de qualsevol possibilitat de restauració de la Companyia de Jesús, la revocació o suspensió de la butlla In Coena Domini (promulgada pel Papa Pius V, on excomunicava els poders seculars que estaven intentant desfer-se de drets i la propietat de l'Església) i el cessament de totes les reclamacions papals de Parma i Piacenza. Braschi va mostrar-se condescendent i 14 de febrer els dos es van reunir de nou per decidir a qui encomanar la Secretaria d'Estat. Així de Bernis no va tenir dificultats en assolir un consens sobre Braschi al Col·legi de cardenals que el 15 de febrer va arribar la unanimitat i va resultar elegit després de 134 dies de conclave, en el 265è escrutini: tenia 57 anys i ell va triar el nom de Pius VI. Com que Braschi no era un bisbe, el 22 de febrer següent es va procedir a la seva consagració episcopal.

## Llista de participants
- Gian Francesco Albani
- Henry Benedict Stuart
- Fabrizio Serbelloni
- Carlo Rezzonico
- François-Joachim de Pierre de Bernis
- Carlo Vittorio Amedeo delle Lanze
- Vincenzo Malvezzi Bonfioli
- Antonio Sersale
- Francisco de Solís y Folch de Cardona
- Paul d'Albert de Luynes
- Girolamo Spinola
- Giuseppe Maria Castelli
- Gaetano Fantuzzi
- Marcantonio Colonna
- Andrea Corsini
- Christoph Anton von Migazzi von Waal und Sonnenthurn
- Simone Buonaccorsi
- Giovanni Ottavio Bufalini
- Giovanni Carlo Boschi
- Ludovico Calini
- Antonio Colonna Branciforte
- Lazzaro Opizio Pallavicino
- Vitaliano Borromeo
- Pietro Colonna Pamphili
- Urbano Paracciani Rutili
- Mario Compagnoni Marefoschi
- Scipione Borghese
- Antonio Eugenio Visconti
- Bernardino Giraud
- Innocenzo Conti
- Gennaro Antonio de Simone
- Francesco Carafa della Spina di Traetto
- Francesco Saverio de Zelada
- Giovanni Angelo Braschi elegit papa amb el nom de Pius VI
- Alessandro Albani
- Domenico Orsini d'Aragona
- Luigi Maria Torregiani
- Giovanni Costanzo Caracciolo
- Andrea Negroni
- Benedetto Veterani
- Giovanni Battista Rezzonico
- Antonio Casali
- Pasquale Acquaviva d'Aragó
- Francesco d'Elci

### Absents al conclave
- Giuseppe Pozzobonelli
- Franz Konrad Casimir Ignaz von Rodt
- Francisco de Saldanha da Gama
- Buenaventura Fernández de Córdoba y Spínola
- Jean-François-Joseph de Rochechouard de Faudoas
- Louis-César-Constantin de Rohan-Guémené-Montbazon
- João Cosme da Cunha
- Charles-Antoine de la Roche-Aymon
- Leopold Ernest von Firmian

### Morts durant la seu vacant
- Giovanni Francesco Stoppani (mort el 18 de novembre de 1774 a Roma)
- Ferdinando Maria de' Rossi (mort el 4 de febrer de 1775 a Roma)